# Фінал Кубка володарів кубків 1968
Фінал Кубка володарів кубків 1968 — футбольний матч для визначення володаря Кубка володарів кубків УЄФА сезону 1967/68, 8-й фінал змагання між володарями національних кубків країн Європи. 
Матч відбувся 23 травня 1968 року у Роттердамі за участю володаря Кубка Італії 1966/67 «Мілана» та фіналіста Кубка Німеччини 1967 «Гамбурга». Гра завершилася перемогою італійців з рахунком 2-0, які здобули свій перший титул володарів Кубка володарів кубків.

## Шлях до фіналу
| Мілан           | Мілан     | Мілан       | Мілан          | 1967/68      | Гамбург        | Гамбург   | Гамбург     | Гамбург        |
| --------------- | --------- | ----------- | -------------- | ------------ | -------------- | --------- | ----------- | -------------- |
| Суперник        | Результат | Перший матч | Повторний матч | Раунд        | Суперник       | Результат | Перший матч | Повторний матч |
| Левскі          | 6–2       | 5–1 (Д)     | 1–1 (Г)        | Перший раунд | Рандерс Фрея   | 7–3       | 5–3 (Д)     | 2–0 (Г)        |
| Вісла (Краків)  | 5–0       | 1–0 (Г)     | 4–0 (Д)        | Другий раунд | Дьйор          | 3–3 (ч)   | 2–2 (Г)     | 1–1 (Д)        |
| Стандард (Льєж) | 4–2 2–0   | 1–1 (Г)     | 1–1 дч (Д)     | 1/4 фіналу   | Олімпік (Ліон) | 4–2 2–0   | 2–0 (Д)     | 0–2 дч (Г)     |
| Баварія         | 2–0       | 2–0 (Д)     | 0–0 (Г)        | 1/2 фіналу   | Кардіфф Сіті   | 4–3       | 1–1 (Д)     | 3–2 (Г)        |

## Деталі
| 23 травня 1968 |

| Мілан          | 2:0      | Гамбург |
| -------------- | -------- | ------- |
| Хамрін 3', 18' | Протокол |         |

| Феєнорд, Роттердам Глядачів: 53 276 Арбітр: Хосе Марія Ортіс де Мендібіль |

| Мілан | Гамбург |

| В                |  | Фабіо Кудічіні        |
| З                |  | Анджело Анкіллетті    |
| З                |  | Роберто Розато        |
| З                |  | Невіо Скала           |
| З                |  | Карл-Гайнц Шнеллінгер |
| ПЗ               |  | Джованні Трапаттоні   |
| ПЗ               |  | Джованні Лодетті      |
| Н                |  | Джанні Рівера (к)     |
| Н                |  | Анджело Сормані       |
| Н                |  | Курт Хамрін           |
| Н                |  | П'єріно Праті         |
| Головний тренер: |  |                       |
| Нерео Рокко      |  |                       |

| В                |  | Аркоч Озкан       |
| З                |  | Гельмут Зандманн  |
| З                |  | Віллі Шульц       |
| З                |  | Егон Горст        |
| З                |  | Юрген Курб'юн     |
| ПЗ               |  | Холгер Дікманн    |
| ПЗ               |  | Вернер Кремер     |
| ПЗ               |  | Бернд Дерфель     |
| Н                |  | Уве Зеелер (к)    |
| Н                |  | Франц-Йозеф Хеніг |
| Н                |  | Герт Дерфел       |
| Головний тренер: |  |                   |
| Курт Кох         |  |                   |